# Anna Shackley
Anna Shackley (Milngavie, 17 maggio 2001) è un'ex ciclista su strada ed ex pistard britannica, professionista dal 2021 al 2024.

## Carriera
Il 16 aprile 2024 ha annunciato il ritiro dall'attività agonistica a causa di un'aritmia riscontrata nel precedente mese di gennaio.

## Palmarès

### Strada
- 2021 (Team SD Worx, tre vittorie)

4ª tappa Rás na mBan (Tullaroan, cronometro)
Classifica generale Rás na mBan
Campionati britannici, Prova a cronometro Under-23

#### Altri successi
- 2021 (Team SD Worx)

Classifica scalatori Rás na mBan
Classifica giovani Rás na mBan

### Pista
- 2020

Campionati britannici, Inseguimento a squadre (con Ella Barnwell, Anna Docherty, Jenny Holl e Josie Knight)
Campionati britannici, Corsa a punti

## Piazzamenti

### Grandi giri
- Giro d'Italia

2023: 13º

### Competizioni mondiali
- Campionati del mondo

Yorkshire 2019 - In linea Junior: 12ª
Imola 2020 - In linea Elite: 25ª
Fiandre 2021 - In linea Elite: 40ª
Wollongong 2022 - In linea Elite: 26ª
Wollongong 2022 - In linea Under-23: 5ª
Glasgow 2023 - Staffetta mista: 4º
Glasgow 2023 - In linea Under-23: 3ª
Glasgow 2023 - In linea Elite: 17ª
- Giochi olimpici

Tokyo 2020 - In linea: ritirata
Tokyo 2020 - Cronometro: 18ª

### Competizioni europee
- Campionati europei

Plouay 2020 - In linea Under-23: 23ª
Drenthe 2023 - In linea Under-23: 2ª